# Seznam zápasů jihoafrické fotbalové reprezentace na MS
Jihoafrická fotbalová reprezentace byla celkem 3x na mistrovstvích světa ve fotbale a to v letech 1998, 2002, 2010.
- Aktualizace po MS 2010 - Počet utkání - 9 - Vítězství - 2x - Remízy - 4x - Prohry - 3x

| Číslo | Soupeř         | Výsledek | MS      | Fáze turnaje       | Góly Jihoafrické republiky                  |
| ----- | -------------- | -------- | ------- | ------------------ | ------------------------------------------- |
| 1.    | Francie        | 0 – 3    | MS 1998 | základní skupina C |                                             |
| 2.    | Dánsko         | 1 – 1    | MS 1998 | základní skupina C | Benni McCarthy                              |
| 3.    | Saúdská Arábie | 2 – 2    | MS 1998 | základní skupina C | Shaun Bartlett (1 + 1 z penalty))           |
| 4.    | Paraguay       | 2 – 2    | MS 2002 | základní skupina B | Teboho Mokoena, Quinton Fortune (z penalty) |
| 5.    | Slovinsko      | 1 – 0    | MS 2002 | základní skupina B | Siyabonga Nomvethe                          |
| 6.    | Španělsko      | 2 – 3    | MS 2002 | základní skupina B | Benni McCarthy, Lucas Radebe                |
| 7.    | Mexiko         | 1 – 1    | MS 2010 | základní skupina A | Siphiwe Tshabalala                          |
| 8.    | Uruguay        | 0 – 3    | MS 2010 | základní skupina A |                                             |
| 9.    | Francie        | 2 – 1    | MS 2010 | základní skupina A | Bongani Khumalo, Katlego Mphela             |